# Liste der Naturdenkmale in Minden
Die Liste der Naturdenkmale in Minden führt die Naturdenkmale in Minden im Kreis Minden-Lübbecke in Nordrhein-Westfalen auf.

## Naturdenkmale
| Bild | Nummer | Objektbezeichnung                          | Gemarkung    | Flurstück                  | Lagebeschreibung                                                            | Bemerkung | Koordinaten                  |
| ---- | ------ | ------------------------------------------ | ------------ | -------------------------- | --------------------------------------------------------------------------- | --------- | ---------------------------- |
|      | A.6.2  | 1 Eiche                                    | Dankersen    | 7 - 97                     | am Eingang des Friedhofes an der Travestraße                                | G         | 52° 17′ 40″ N, 8° 58′ 15″ O  |
|      | B.6.1  | 1 Blutbuche                                | Leteln       | 1 - 269/97                 | auf dem Schulhof der Grundschule westlich des Gebäudes, Große Trift 50      | G         | 52° 19′ 4″ N, 8° 55′ 51″ O   |
|      | B.6.2  | 1 Stieleiche                               | Hahlen       | 10 - 77/1                  | nördlich des Wohnhauses                                                     | G         | 52° 18′ 14″ N, 8° 50′ 55″ O  |
|      | B.6.3  | 1 Stieleiche                               | Todtenhausen | 10 - 434                   | an der Hofeinfahrt westlich der Gebäude                                     | G         | 52° 20′ 32″ N, 8° 55′ 48″ O  |
|      | B.6.4  | 1 Sommerlinde                              | Minden       | 83 - 117                   | nordwestlich der Mauritiuskirche                                            | G         | 52° 17′ 10″ N, 8° 54′ 43″ O  |
|      | B.6.5  | 1 Platane                                  | Minden       | 79 - 10                    | nördlich der Petrikirche                                                    | G         | 52° 17′ 14″ N, 8° 54′ 46″ O  |
|      | B.6.6  | 2 Stieleichen                              | Hahlen       | 4 - 545                    | südwestlich und nordwestlich des Hauses Sieben Bauern 140                   | G         | 52° 18′ 43″ N, 8° 52′ 8″ O   |
|      | B.6.7  | 1 Stieleiche                               | Dützen       | 3 - 154                    | Kornackerstr.4/Ecke Ackerstr.                                               | G         | 52° 16′ 4″ N, 8° 51′ 56″ O   |
|      | B.6.8  | 1 Silberlinde                              | Minden       | 5 - 1150                   | an der Nordgrenze Kutenhauser Str. 95                                       | G         | 52° 18′ 52″ N, 8° 54′ 40″ O? |
|      | 1      | 1 Esche                                    | Dützen       | 4 - 149                    | westlich des Wohnhauses, Zechenstr. 61                                      | G         | 52° 15′ 50″ N, 8° 51′ 0″ O   |
|      | 2      | 1 Bergahorn im Schlosspark Haddenhausen    | Haddenhausen | 7 - 7                      | westlich des Schlosses                                                      | G         | 52° 16′ 49″ N, 8° 49′ 53″ O  |
|      | 3      | 1 Stieleiche im Schlosspark Haddenhausen   | Haddenhausen | 7 - 7                      | innerhalb der Gräfte                                                        | G         | 52° 16′ 49″ N, 8° 49′ 52″ O  |
|      | 4      | 1 Eibe im Schlosspark Haddenhausen         | Haddenhausen | 7 - 7                      | auf einer Rasenfläche südlich des Schlosses                                 | G         | 52° 16′ 48″ N, 8° 49′ 54″ O  |
|      | 5      | 1 Platane im Schlosspark Haddenhausen      | Haddenhausen | 7 - 7                      | südöstlich des Schlosses                                                    | G         | 52° 16′ 48″ N, 8° 49′ 56″ O  |
|      | 6      | 1 Sommerlinde im Schlosspark Haddenhausen  | Haddenhausen | 7 - 7                      | südöstlich des Schlosses                                                    | G         | 52° 16′ 47″ N, 8° 49′ 56″ O  |
|      | 7      | 1 Rotbuche im Schlosspark Haddenhausen     | Haddenhausen | 7 - 7                      | südöstlich des Schlosses                                                    | G         | 52° 16′ 48″ N, 8° 49′ 56″ O  |
|      | 8      | 1 Bergahorn im Schlosspark Haddenhausen    | Haddenhausen | 7 - 7                      | in der nordöstlichen Ecke der Gräfteninsel                                  | G         | 52° 16′ 49″ N, 8° 49′ 56″ O  |
|      | 32     | 1 Eiche in Minden-Hahlen, Königstr. 309    | Hahlen       | 11 - 64                    | an der Nordgrenze des Grundstückes zur Straße                               | G         | 52° 18′ 6″ N, 8° 51′ 34″ O   |
|      | 9      | 1 Kastanie „Liliensiek“                    | Haddenhausen | 4 - 262                    | westlich der Straße „Liliensiek“                                            | G         | 52° 16′ 1″ N, 8° 48′ 1″ O    |
|      | 10     | Linde „Vor dem Twenke“                     | Häverstädt   | 5 - 80/1                   | südlich der Straße „Lannert“                                                | G         | 52° 15′ 39″ N, 8° 51′ 27″ O  |
|      | 7      | Stieleiche „Bartlinge“                     | Stemmer      | 2 - 162/13                 | südlich des Gehöfts Ohlemeier im Vorgarten, nördlich der Straße „Bartlinge“ | G         | 52° 21′ 42″ N, 8° 52′ 16″ O  |
|      | 20     | Steinbruchwand Königsberg im Wiehengebirge | Häverstädt   | 6 - 128 tlw., 124 tlw.etc. | im Wiehengebirge                                                            | Geo       | 52° 15′ 3″ N, 8° 52′ 15″ O   |

## Anmerkung
1. ↑  G=Gehölz, F=Flächenhaftes Objekt, Geo=Geologisches Objekt